# Перфокарта

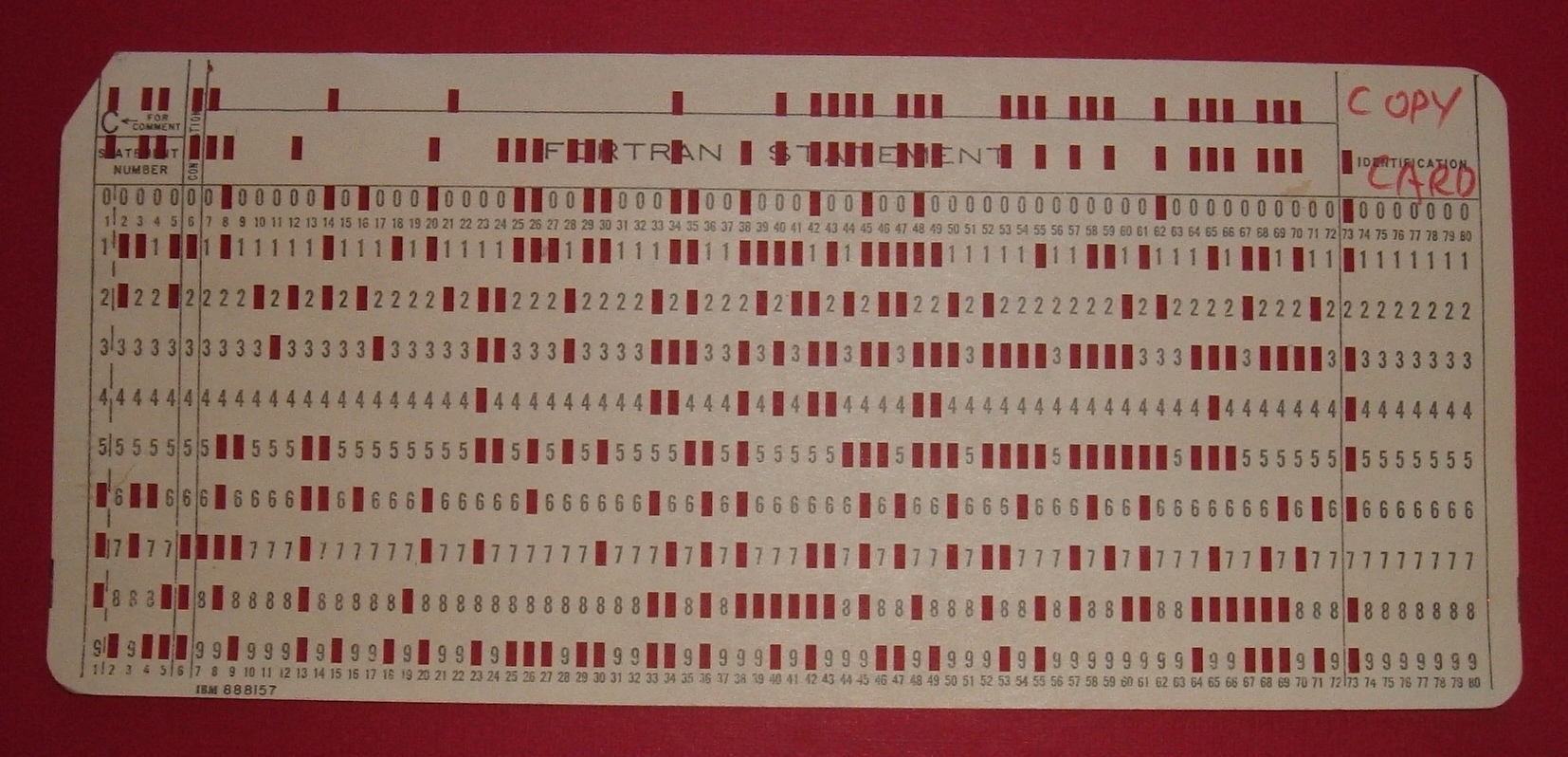
80-колонна перфокарта з алфавітно-цифровою інформацією

Перфока́рта (англ. punched card) — носій інформації, призначений для використання в ранніх (до початку 1980-х років) системах автоматизованої обробки даних. Виготовлялась з цупкого паперу, мала товщину близько 0.18 мм, ширину 82.5 мм, довжину 187.3мм (відповідно 0.007, 3¾, 7⅜ дюйма). По принципу роботи передбачалось, що інформація, записана в карті і карти належали до перфокарт з внутрішньою перфорацією. Для багатоаспектних вибірок інформації вручну, за допомогою спеціальної спиці використовувалися перфокарти з крайовою перфорацією.

## Кодування
Інформація кодувалась просічками (перфорацією) в певних позиціях карти. Ранні версії перфокарт мали 12х45, пізніші — 12х80 позицій (перше число — кількість рядків, друге — кількість колонок). Стандартна перфокарта, що використовувалась у ранніх комп'ютерах та табуляторах — прямокутник із одним скошеним кутом. Позиції позначалися цифрами від 0 до 9 і слугували для кодування відповідних десяткових цифр. Дві верхні позиції залишалися непронумерованими і використовувались як додаткові до цифрових для кодування інших символів з кодового набору комп'ютера. Інформаційна ємність однієї карти становила відповідно 45 або 80 символів з кодами від 0 до 255.

## Запис і зчитування

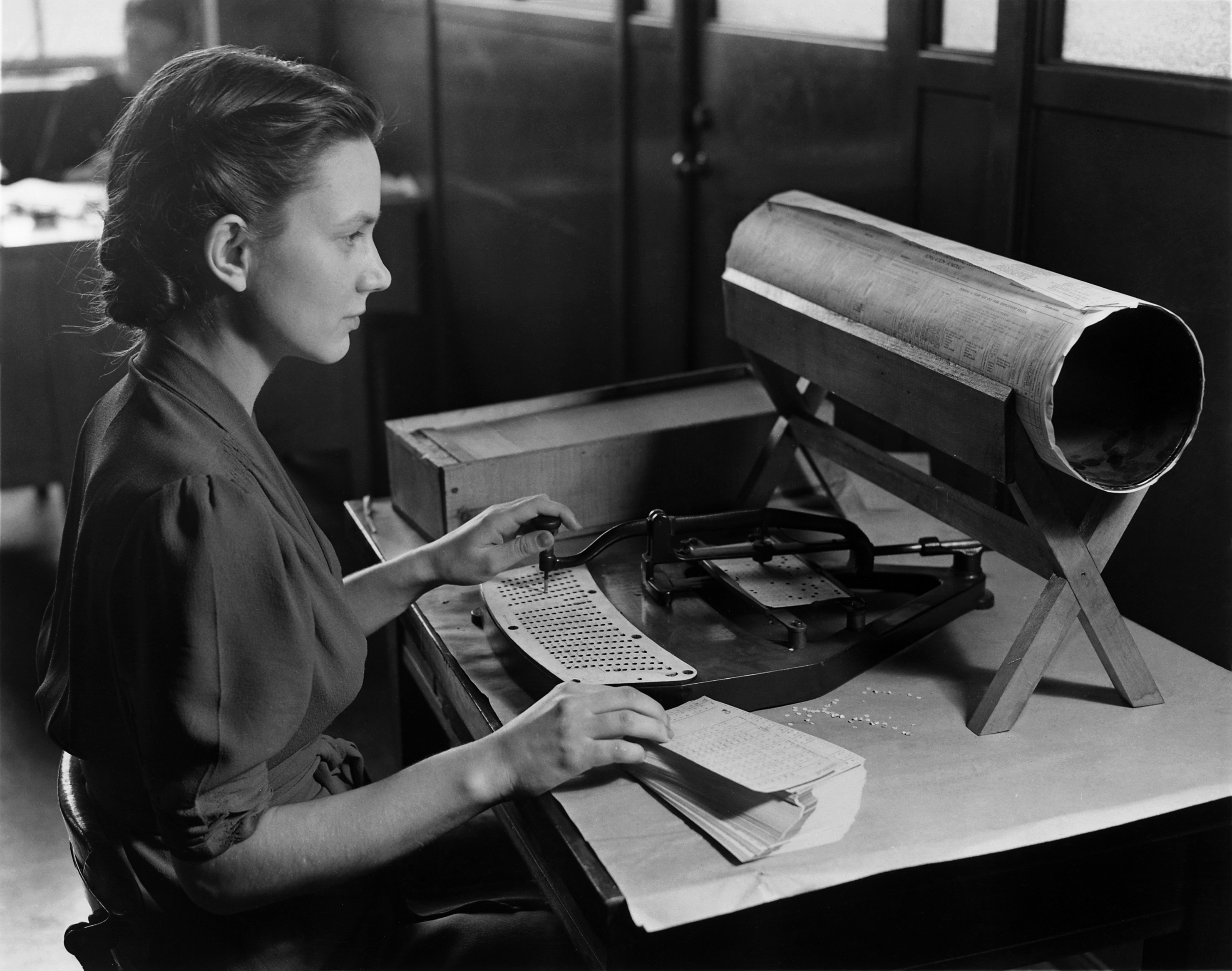
Жінка наносить інформацію на перфокарту

Для нанесення інформації на перфокарту (запису) використовувались спеціальні пристрої — перфоратори. В 45-колонних картах перфорація була круглою, в 80-колонних — прямокутною. Перфоратори також забезпечували автоматичне перенесення умовно-постійної інформації з перфокарти-шаблону з подальшим доповненням даними з документу.
Після перфорації перфокарту звичайно піддавали зчитуванню на верифікаторі — спеціальному технічному пристрої, що зіставляв повторно введені оператором дані з документа з нанесеними на перфокарту.
Інформація зчитувалась за допомогою 12 металевих щіточок, кожна з яких розташовувалась над відповідним рядком і формувала електричний імпульс при проходженні під щіткою отвора в перфокарті внаслідок замикання щітки на контактний майданчик. В пізніших версіях для зчитування інформації використовувались фотоелементи.
Набір перфокарт іменувався колодою. За послідовність карт в колоді відповідав користувач. В окремих випадках впорядкування карт в колоді виконувалось за допомогою спеціального пристрою — сортувача. В інших випадках карти маркувались користувачем (звичайним написом від руки).
Окремі системи програмування до сьогодні використовують формат представлення інформації 80-колонних карт.

## Цікаві факти
У файлі жаргону згадується восьмидесятиколонне мислення (англ. eighty-column mind) — жартівливий термін, що позначає людину, для якої перехід від перфокарт до новіших носіїв інформації давався важко.